# Aechmea roberto-seidelii
Espèce
Classification phylogénétique
Aechmea roberto-seidelii est une espèce de plantes de la famille des Bromeliaceae, endémique du Brésil.

## Synonymes
- Aechmea guaraparaiensis E.Pereira & Leme[1] ;
- Pothuava guaraparaiensis (E.Pereira & Leme) L.B.Sm. & W.J.Kress[1].

## Distribution
L'espèce est endémique de l'État d'Espírito Santo au Brésil.

## Description
L'espèce est épiphyte.